# Дубровка (Первомайское сельское поселение)
Дубровка — деревня в Шумячском районе Смоленской области России. Входит в состав Первомайского сельского поселения. Население — 124 жителя (2007 год). 
Расположена в юго-западной части области в 13 км к северо-востоку от Шумячей, в 17 км севернее автодороги А101 Москва — Варшава («Старая Польская» или «Варшавка»), на берегу реки Теребревка. В 21 км южнее деревни расположена железнодорожная станция Понятовка на линии Рославль — Кричев. 

## История
В годы Великой Отечественной войны деревня была оккупирована гитлеровскими войсками в августе 1941 года, освобождена в сентябре 1943 года.

## Известные уроженцы
- Гончаров, Демьян Ильич (1896—19??) — советский военачальник, полковник.